# Karczowiska Górne
Karczowiska Górne (Duits: Oberkerbswalde) is een plaats in het Poolse district  Elbląski, woiwodschap Ermland-Mazurië. De plaats maakt deel uit van de gemeente Gronowo Elbląskie en telt 230 inwoners.